# ZOO Dvorec
ZOO Dvorec, dříve známá jako Park exotických zvířat, o. p. s., je soukromá, nejjižněji položená[zdroj?] zoologická zahrada v Česku, jež se nachází u vesnice Dvorec v obci Borovany 15 km jihovýchodně od Českých Budějovic.

## Historie
Statut zoologické zahrady organizace získala od ministerstva ŽP v roce 2012.
V srpnu 2012 areál zasáhla bouře, úderem jejíhož blesku vznikl v zázemí oheň a hlavní budova byla silně poškozena. Všechna zvířata se i ze zasažené budovy podařilo zachránit. V roce 2014 byl veřejnosti zpřístupněn pavilon Terárium Venomous, jenž obsahuje největší evropský rozsah druhů kober rodu Naja.

## Popis
Svou rozlohou se zoo řadí k nejmenším v České republice[zdroj?] a zaměřuje se na chov afrických zvířat, například kočkovitých šelem, kopytníků, plazů a primátů.
V areálu se nachází několik expozic a pavilonů:
- Terárium Venomous (hadi, největší kolekce kober Naja v Evropě,[5] část obývají krokodýli a kožnatka čínská, obsahuje výstavu zvířecích předmětů)[zdroj?]
- Pavilon Bongo (šimpanz učenlivý Bongo, od roku 2019 ve výstavbě)[5]
- Expozice Wanawake (ženetky a další africká drobná zvířata, v roce 2020 ve výstavbě)[zdroj?]
- Africká vesnička (přístupný výběh plameňáků, zbytek ve výstavbě)[zdroj?]
- Africké pláně (zebry, watusi, antilopy)[zdroj?]
- Jižní Amerika (tapíři a prasata)[zdroj?]
- Pavilon Hippo (hroch Buborék, okno do výběhu ibisů, kajman [součástí je venkovní bazén pro již zmíněného Bubórka])[zdroj?]

ZOO Dvorec hospodaří na 6 ha ploch, z nichž zvířata obývají čtyři ha. Kromě kočkovitých šelem (lev pustinný, lev jihoafrický bílý, tygr ussurijský, tygr indický bílý a levhart skvrnitý) chová i některé další šelmy např. hyenu skvrnitou, medvěda hnědého, vlky, psy hyenové (chová je jen zoo Dvůr Králové a zoo Dvorec), cibetka africká (chová je jen zoo Dvůr Králové a zoo Dvorec), prozatím v zázemí je ženetka levhartí (pravděpodobně jediný pár v Evropě) a ženetka savanová (velmi vzácné zvíře, ještě ji chová zoo Plzeň), z opic např. velkou skupinu paviánů babuinů, šimpanze, gibony, drápkaté opičky, dále hrocha obojživelného, africké a asijské kopytníky (např. buvol domácí, antilopa losí, watusi, pakůň žíhaný modrý (chová ji jen zoo Dvůr Králové a zoo Dvorec), velbloud dvouhrbý, zebra Chapmanova ,atd.) a několik druhů ptáků (např. jeřáby královské, pelikány bílé, ibise posvátné a rudé, nandu pampové, apod.). Celkem je v zoo více než tři sta zvířat ve více než 100 druzích.[zdroj?] Zoo si připsala prvenství v odchovu lvů pustinných, jichž už odchovala na 41 mláďat, ze kterých mnohá putovala i do světových zoologických zahrad.

## Doprava a další činnost zoo
Naproti zoo se nachází parkoviště. Lze dojet i autobusem do Dvorce, odkud je zoo vzdálena necelý kilometr. Nejbližší vlaková zastávka je v Borovanech.
Pro základní školy nabízí zoo výukové programy, během kterých mají pořadatelé připraveny ukázky chovaných zvířat.[zdroj?]
V areálu se nachází Hospůdka u krokodýla prodávající občerstvení, suvenýry a propagační materiály.[zdroj?]

## Další fotografie

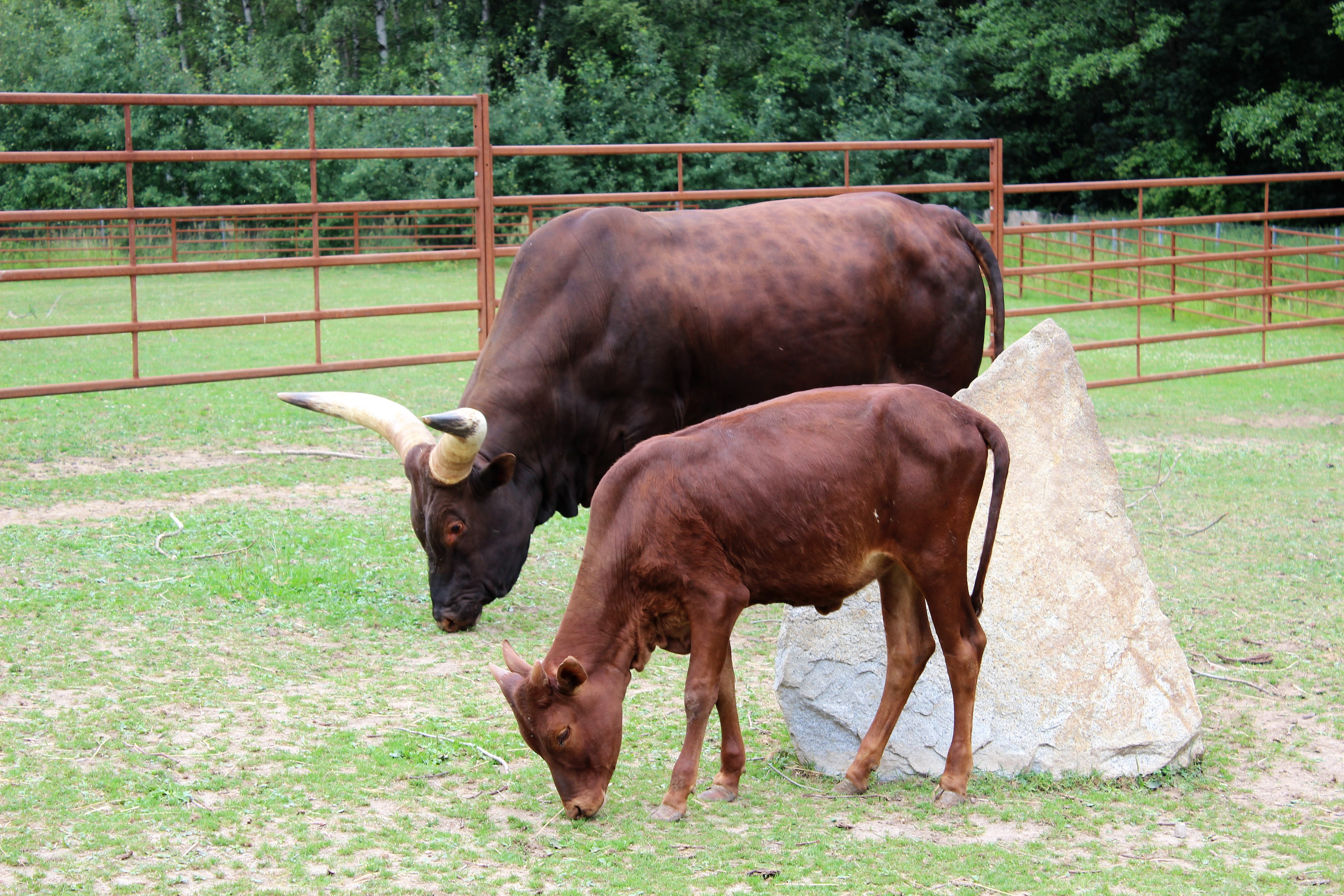
Watusi, vahumský skot
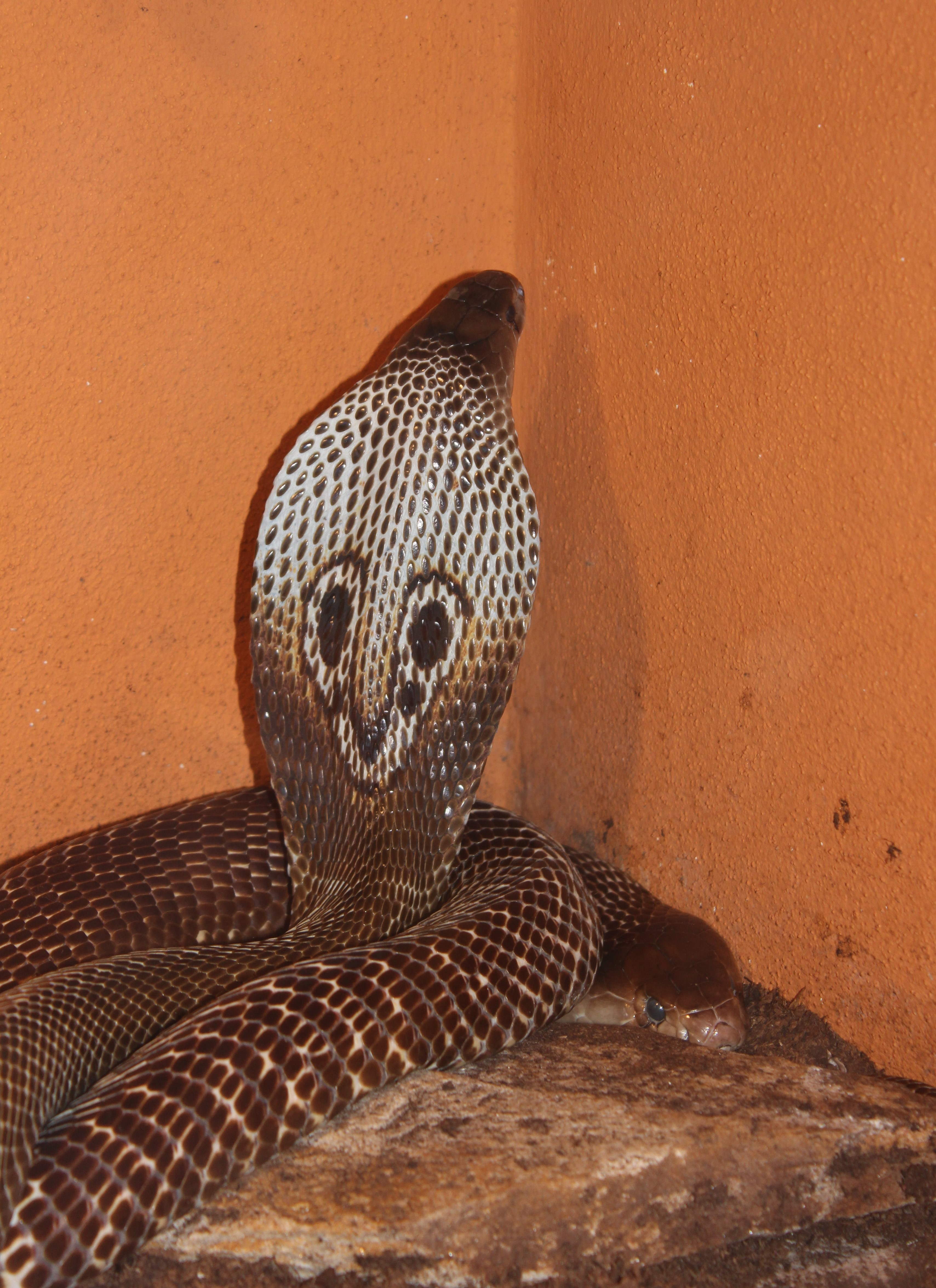
Kobra indická
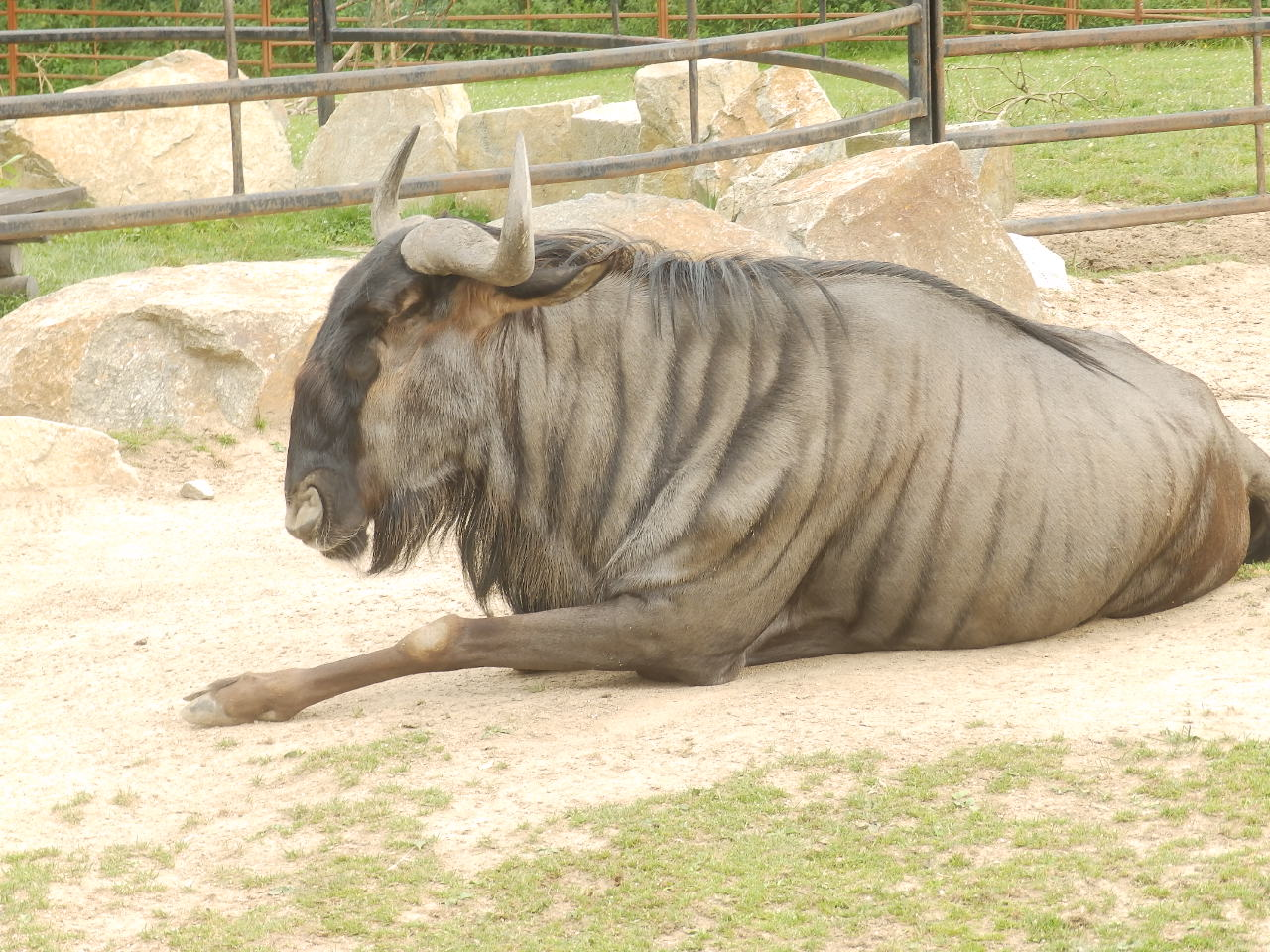
Pakůň žíhaný modrý
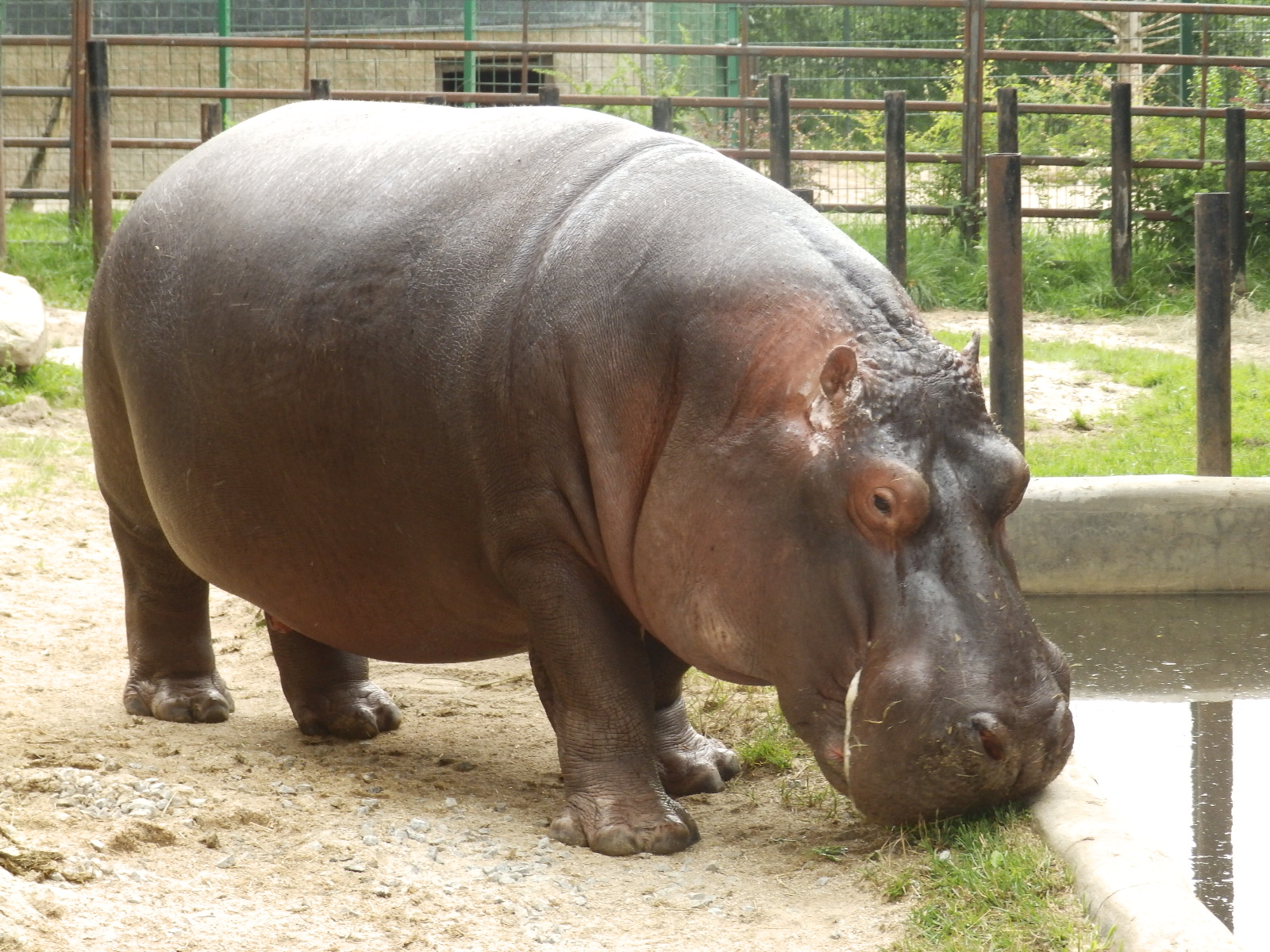
Hroch obojživelný
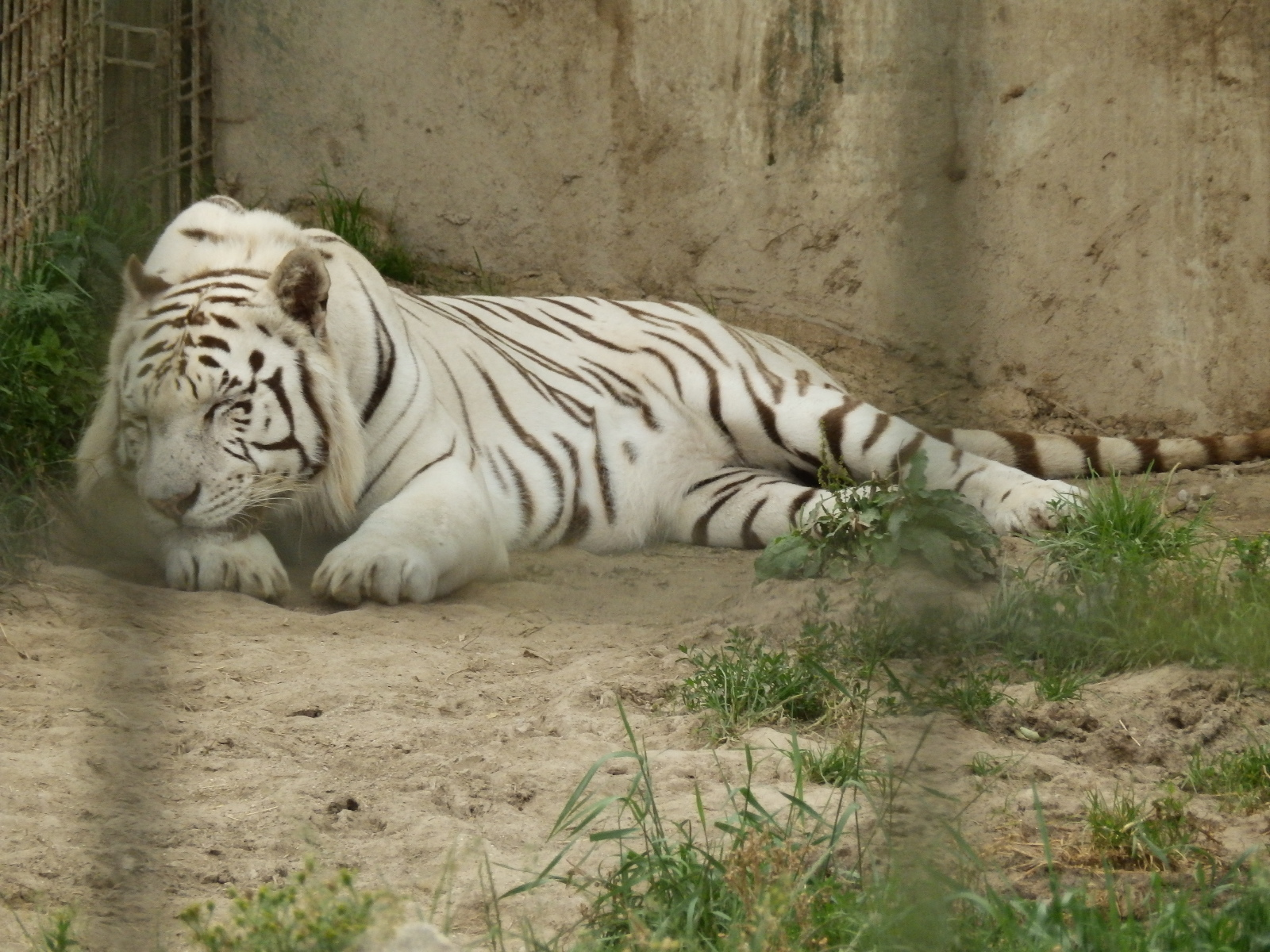
Tygr indický bílý
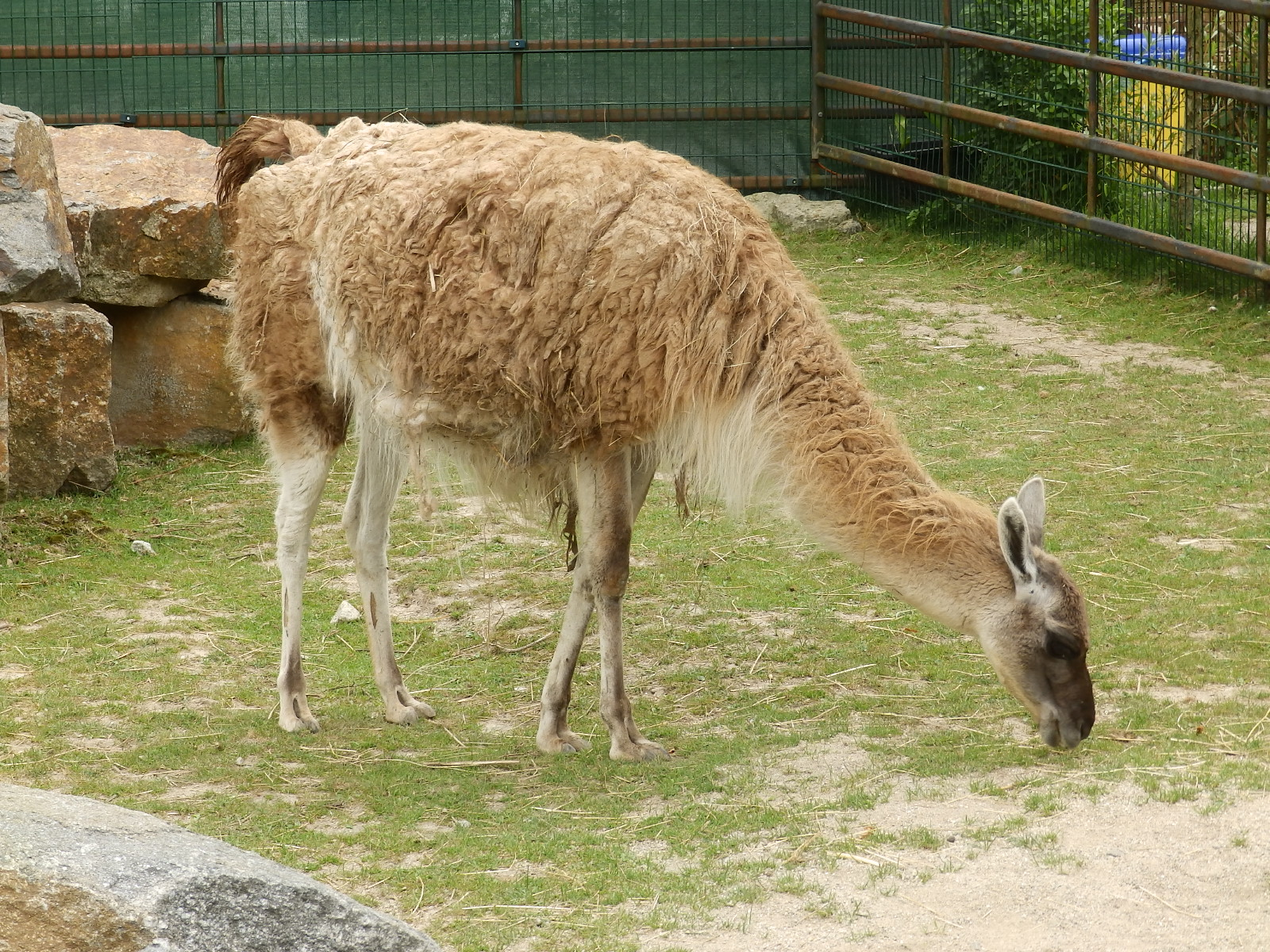
Lama guanako
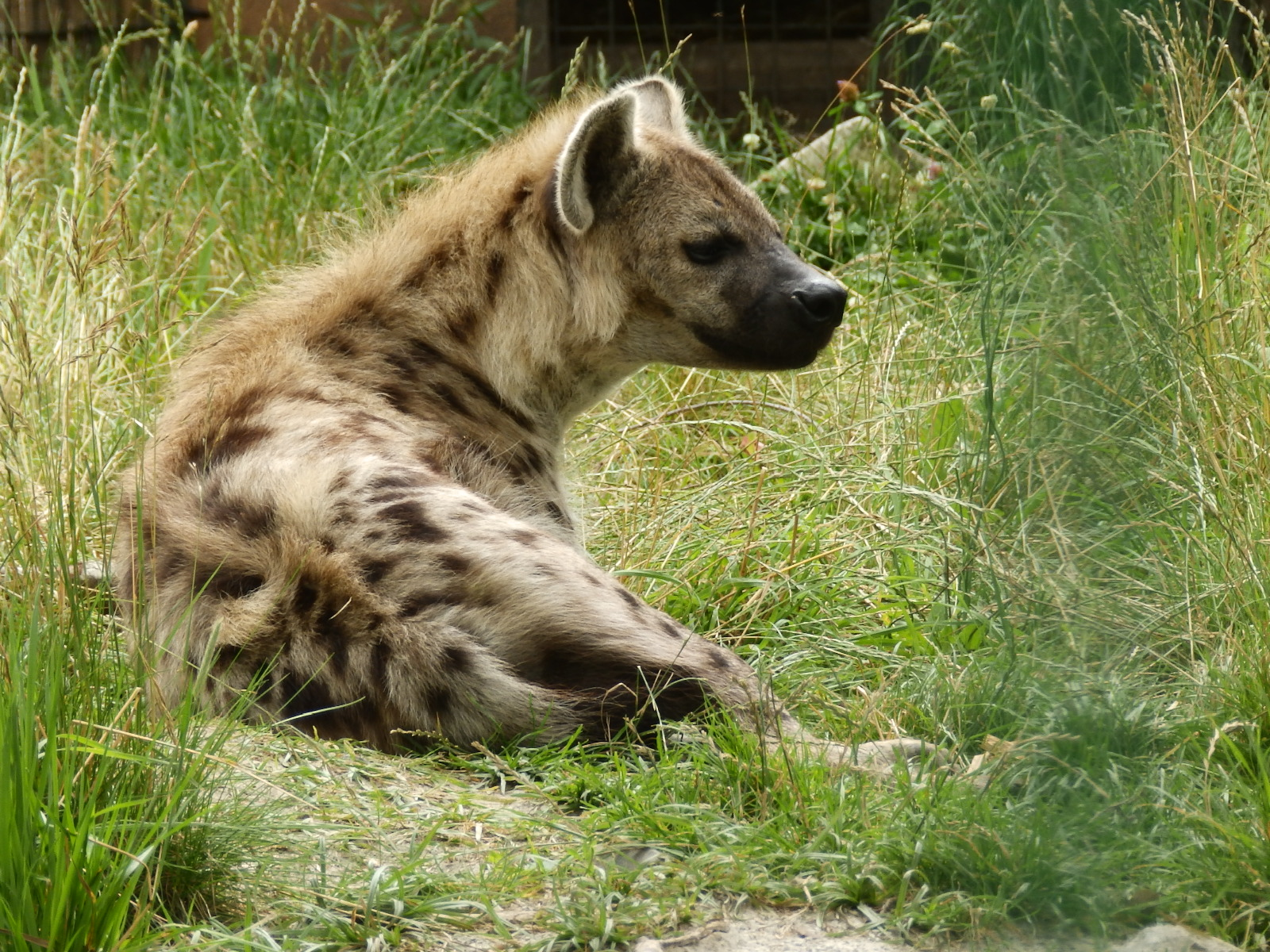
Hyena skvrnitá
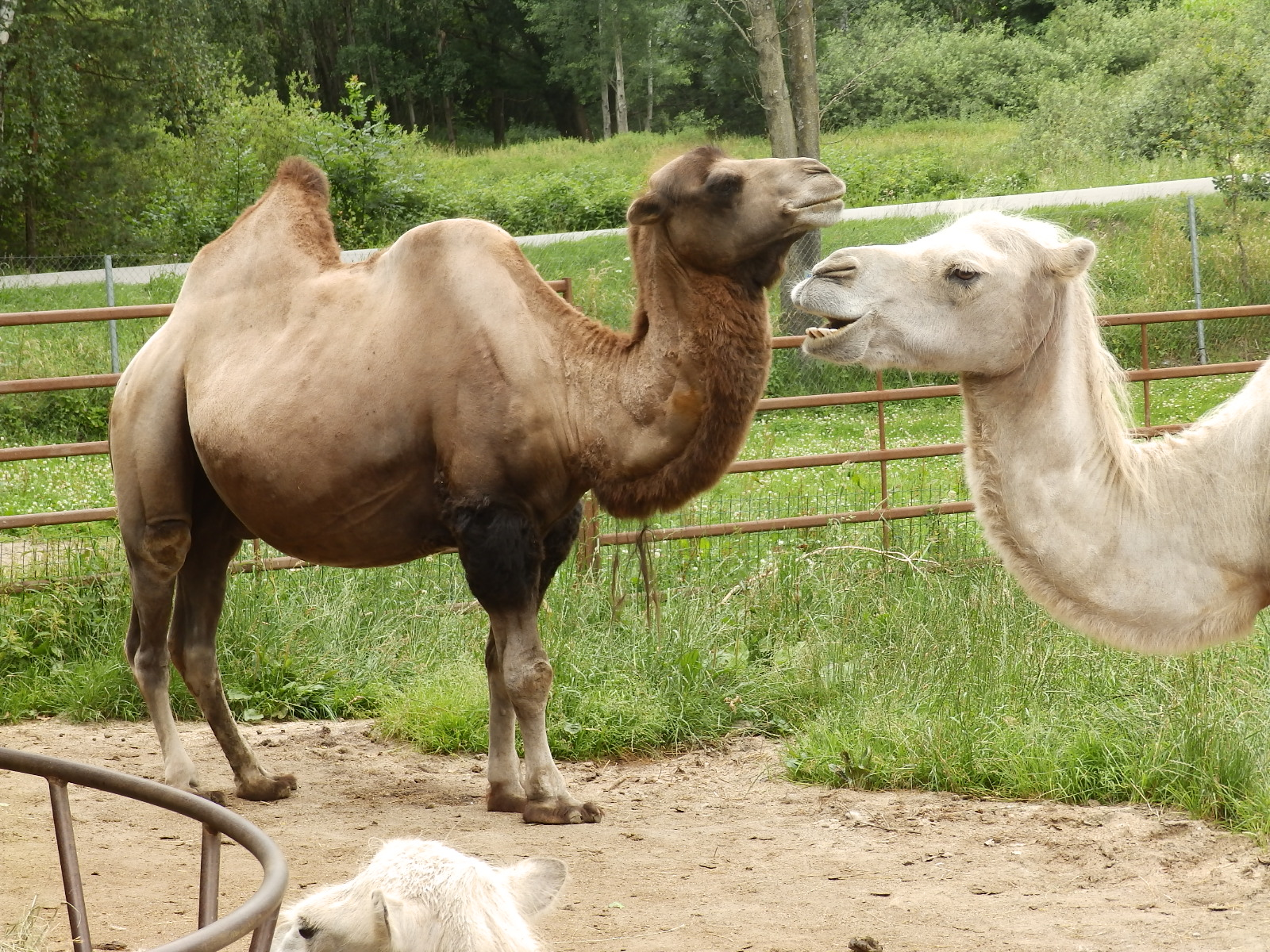
Velbloud dvouhrbý
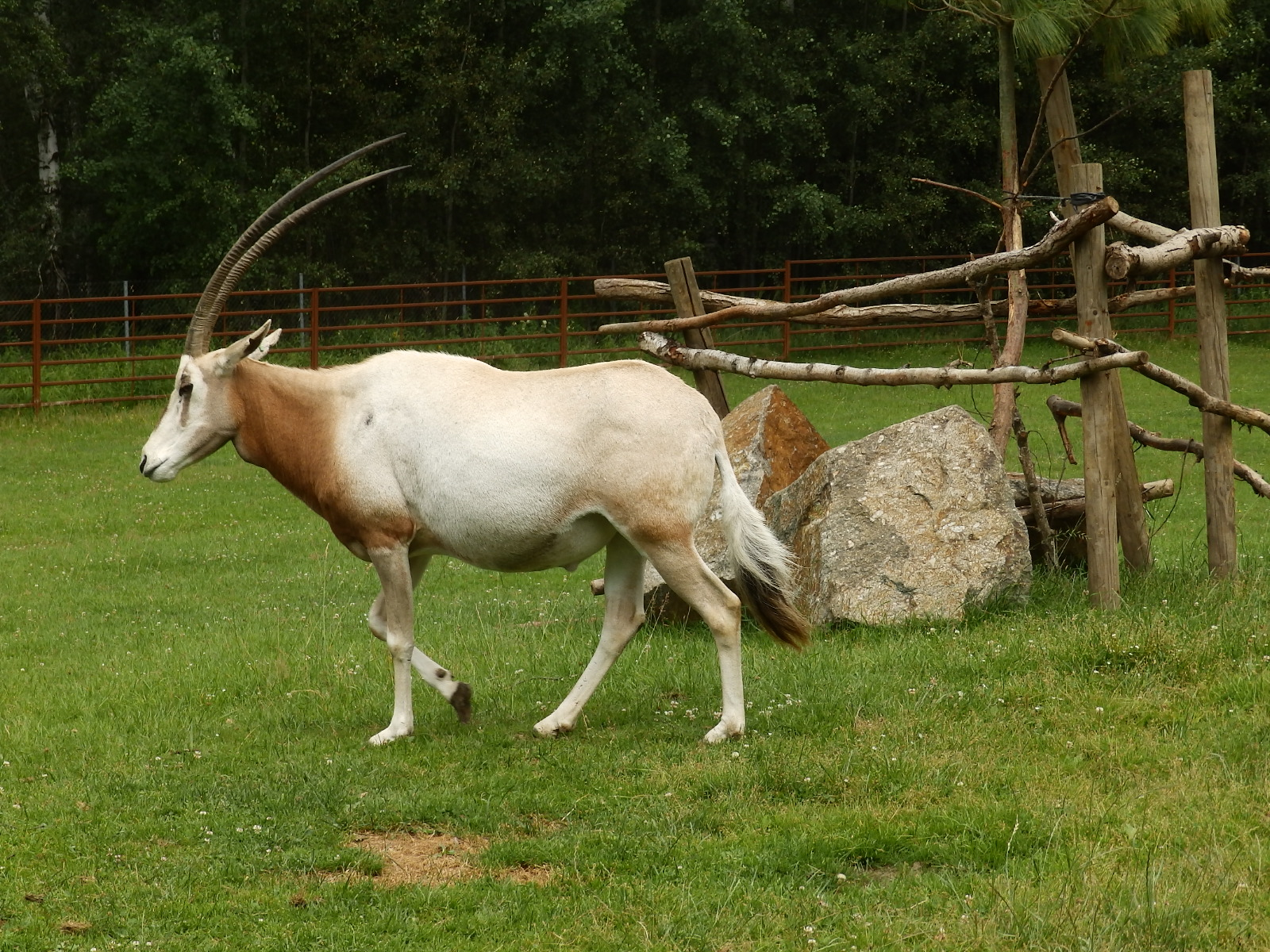
Přímorožec šavlorohý
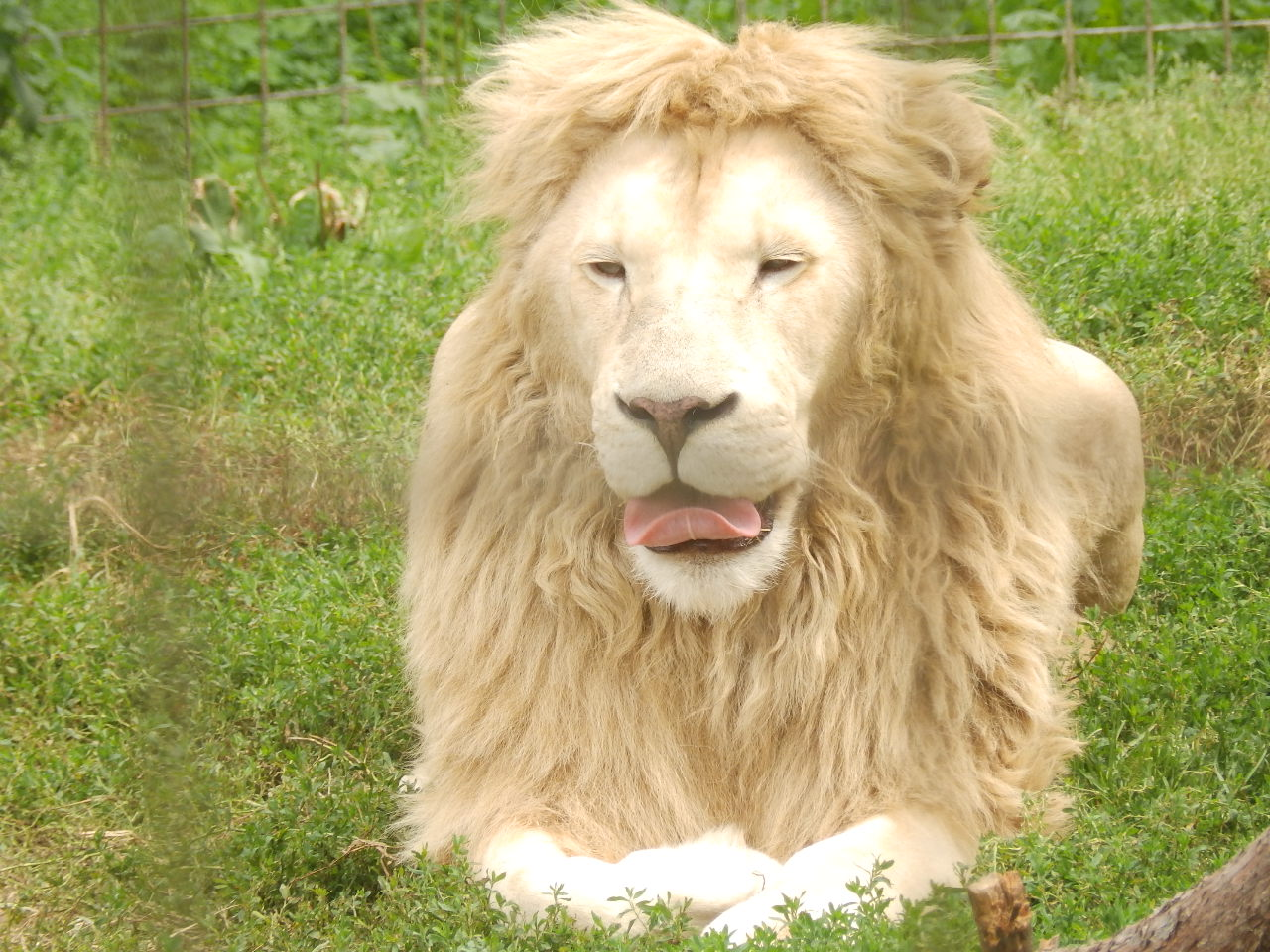
Lev jihoafrický bílý
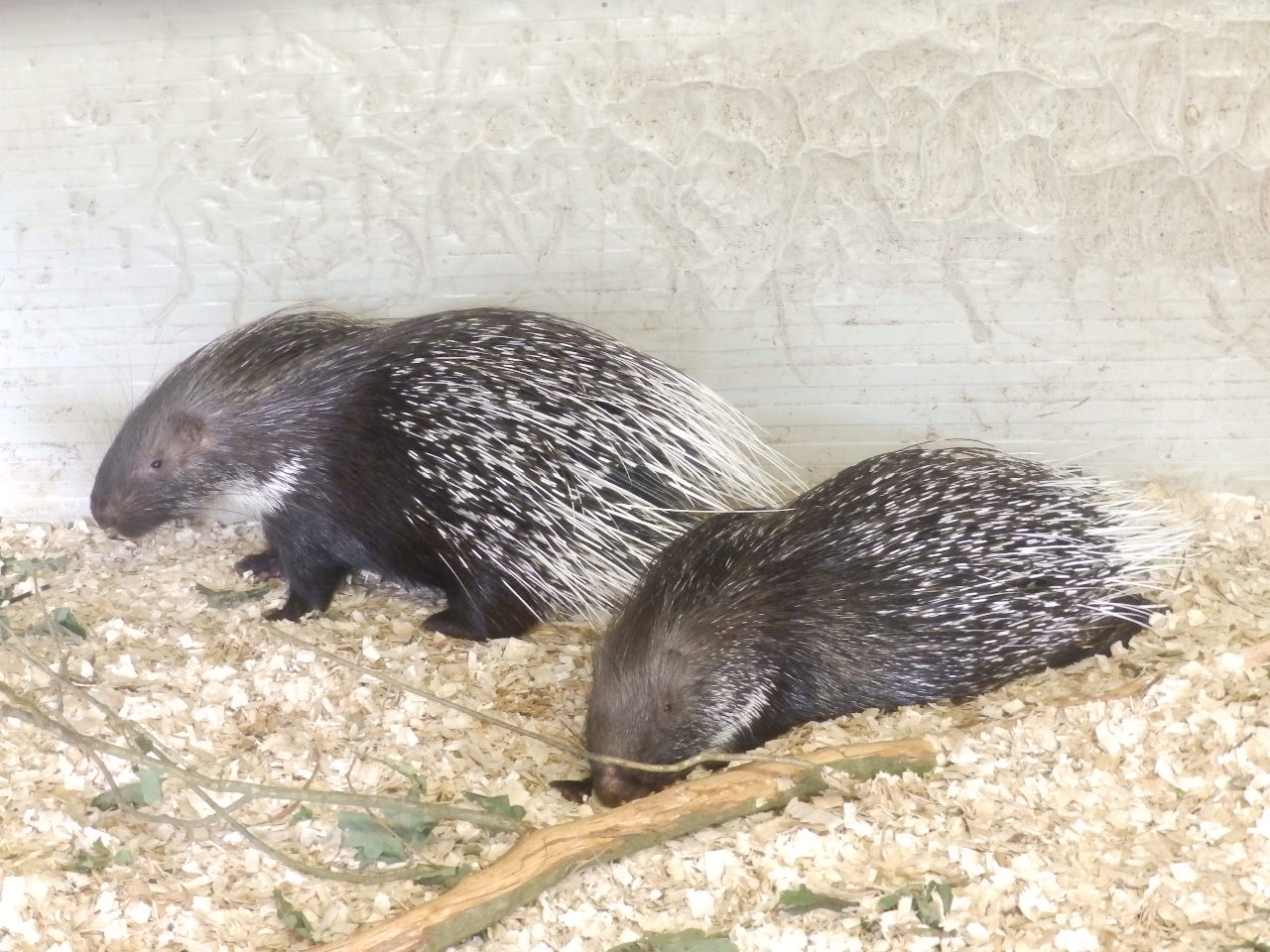
Dikobraz obecný
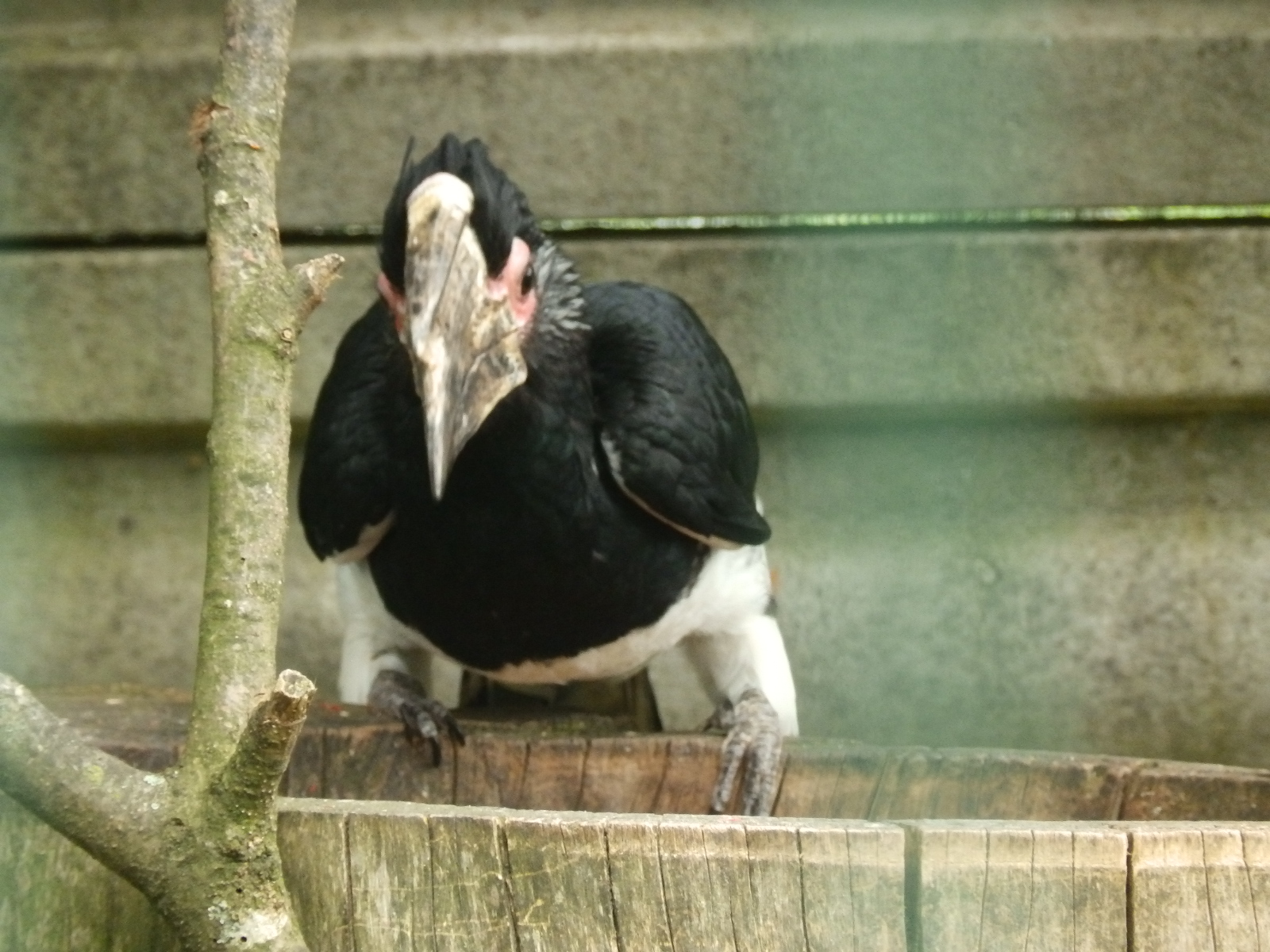
Zoborožec naříkavý
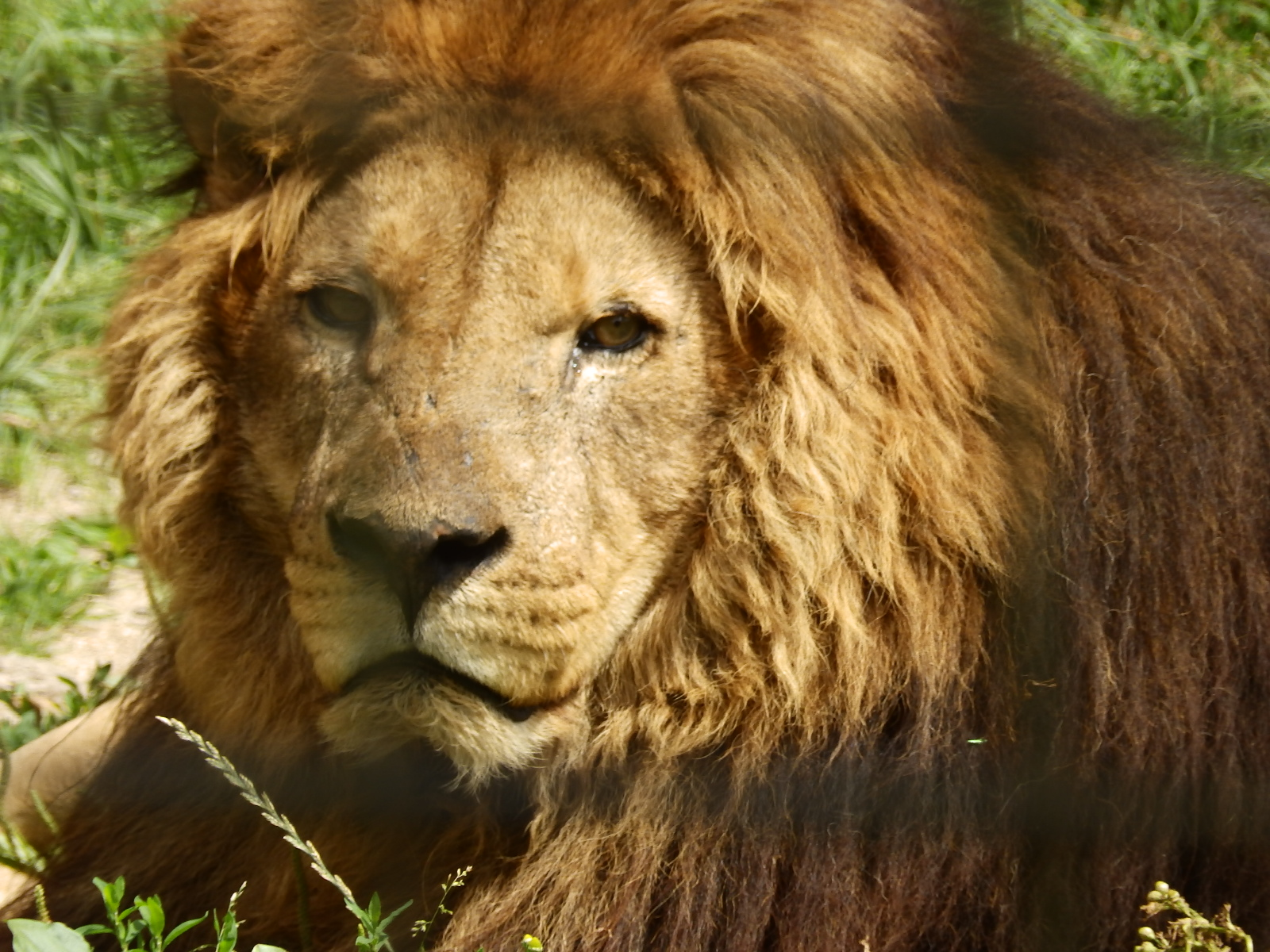
Lev pustinný
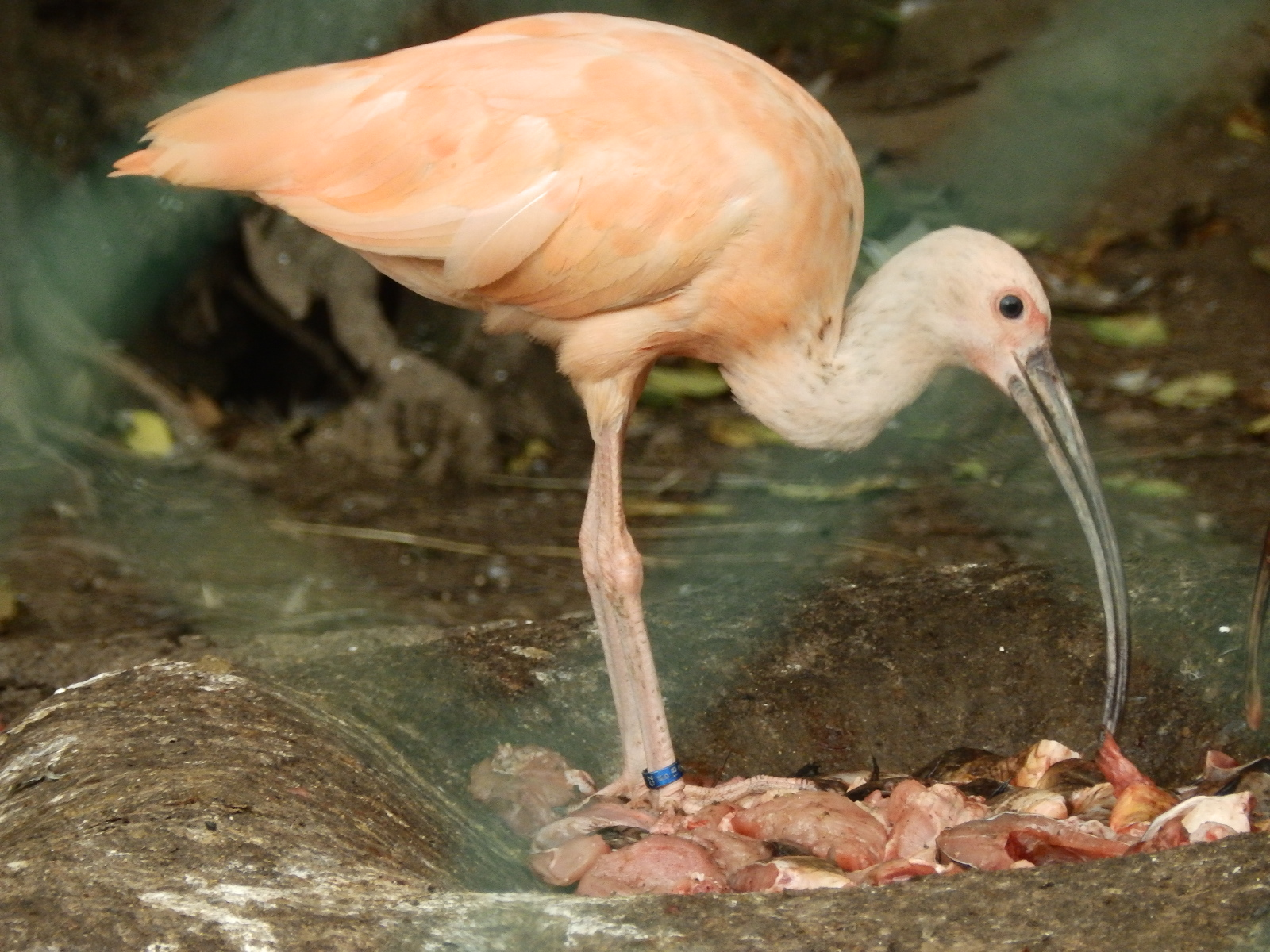
Ibis rudý
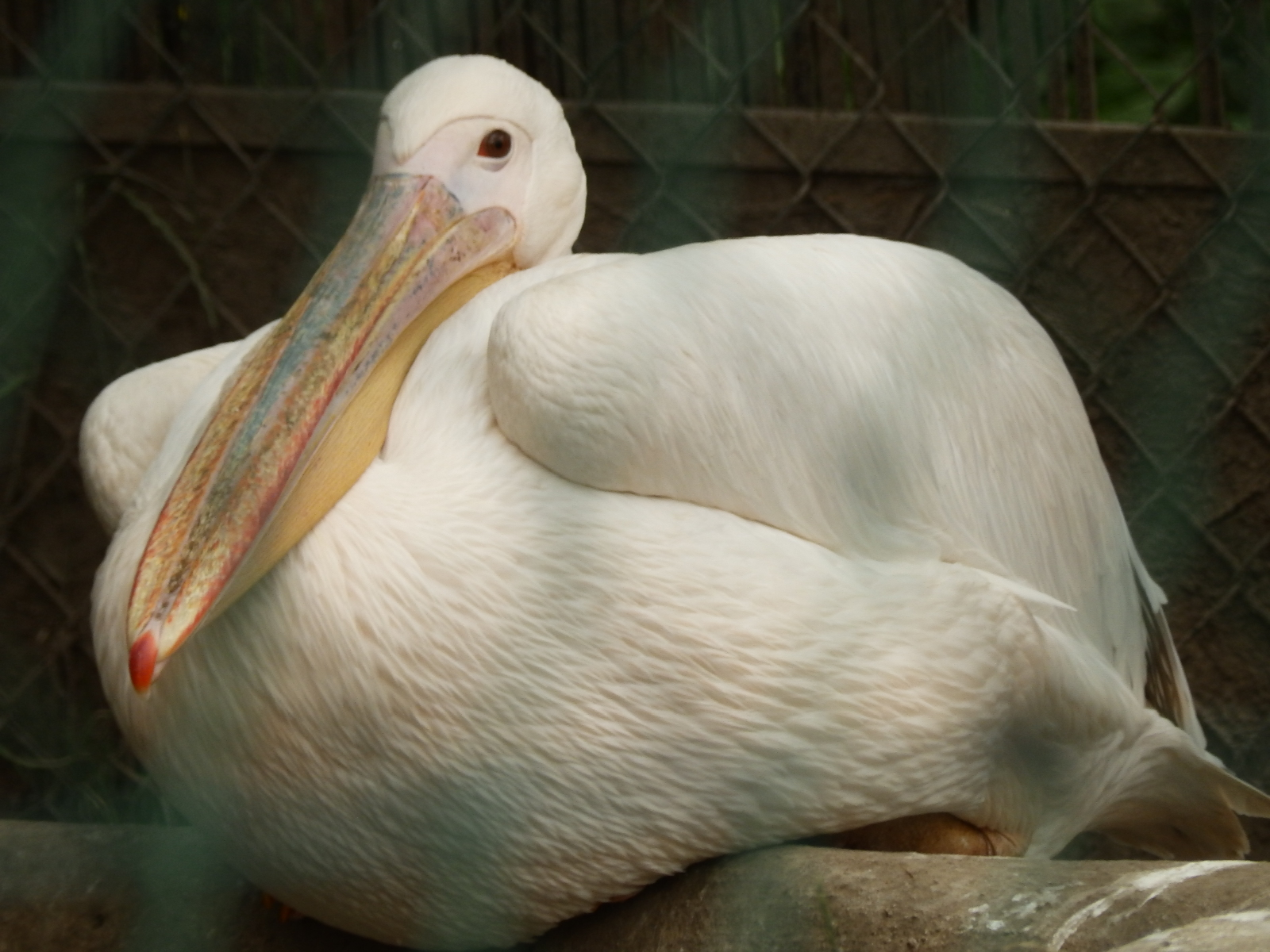
Pelikán bílý
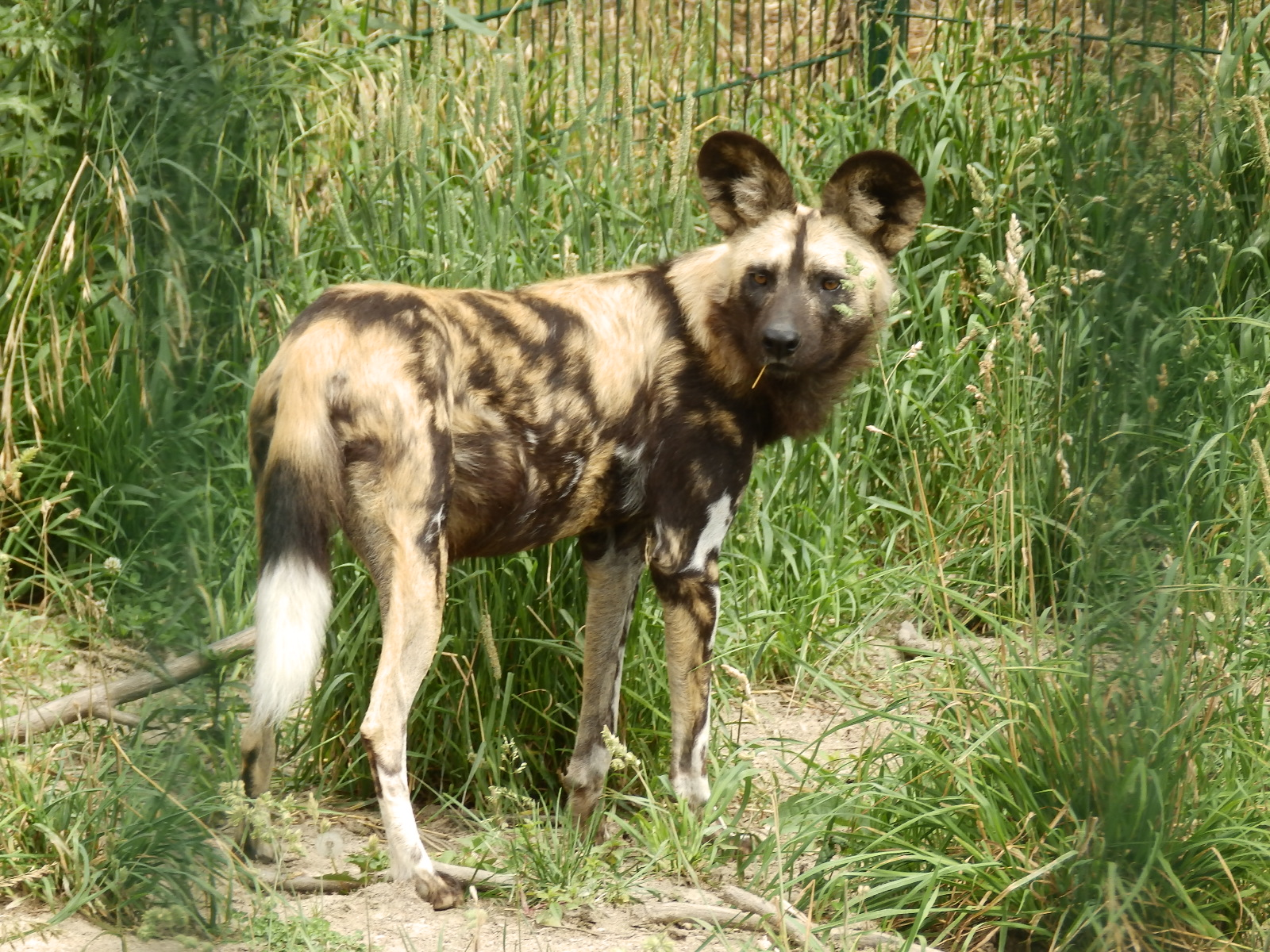
Pes hyenový